# J. T. Petty
J. T. Petty (Raleigh, 28 de fevereiro de 1977) é um cineasta e escritor de jogos norte-americano.

## Filmografia
| Data | Filme                  | Ocupação                         |
| ---- | ---------------------- | -------------------------------- |
| 1999 | Final Rinse            | Produtor                         |
| 1999 | Wirey Spindell         | Assistente da equipe produção    |
| 2000 | Hamlet                 | Assistente da equipe de produção |
| 2001 | Soft for Digging       | Diretor, escritor e produtor     |
| 2003 | Mimic 3: Sentinel      | Diretor e escritor               |
| 2006 | S&Man                  | Diretor                          |
| 2007 | Murder Party           |                                  |
| 2008 | Escavadores            | Diretor, escritor                |
| 2009 | Blood Red Earth        | Diretor, escritor, produtor      |
| 2009 | The House of the Devil | Agradecimentos especiais         |
| 2012 | Hellbenders            | Diretor                          |
| 2013 | I Used to Be Darker    | Agradecimentos especiais         |
| 2021 | Maligno                | Escritor                         |

## Jogos eletrônicos
| Data | Videogame                                    | Desenvolvedora               |
| ---- | -------------------------------------------- | ---------------------------- |
| 2001 | Batman: Vengeance                            | Ubisoft Montreal             |
| 2002 | Tom Clancy's Splinter Cell                   | Ubisoft Montreal             |
| 2004 | Tom Clancy's Splinter Cell: Pandora Tomorrow | Ubisoft Milão Ubisoft Xangai |
| 2005 | Batman Begins[carece de fontes?]             | Eurocom                      |
| 2011 | Homefront                                    | Kaos Studios                 |
| 2013 | Outlast                                      | Red Barrels                  |
| 2014 | Outlast: Whistleblower                       | Red Barrels                  |
| 2014 | The Walking Dead: Season Two                 | Telltale Games               |
| 2015 | Minecraft: Story Mode                        | Telltale Games               |
| 2017 | Outlast 2                                    | Red Barrels                  |
| 2023 | The Outlast Trials                           | Red Barrels                  |